# Čadan
Čadan (rusky Чадан; tuvinsky Чаданaa) je město v Tuvinské republice v Rusku. Leží na řece Čadan (přítok Jeniseje), 224 km západně od Kyzylu. Při sčítání roku 2010 mělo 9 037 obyvatel (v roce 2002 mělo 9 454 ob., v roce 1989 10 775 ob.).
Průmysl je omezen pouze na malé potravinářské závody, v okolí města se těží uhlí.